# Terry Welch
Terry Welch (1939. január 20. – 1988. november 22.) amerikai informatikus, aki Abraham Lempel és Jacob Ziv korábbi munkájának alapján megalkotta a Lempel–Ziv–Welch (LZW) tömörítő algoritmust, amelyet 1984-ben publikált.

## Tanulmányai
Alap, mester és doktori diplomáját villamosmérnöki szakon szerezte meg a Massachusettsi Műszaki Egyetemen (MIT).

## Fordítás
Ez a szócikk részben vagy egészben  a   Terry Welch című angol Wikipédia-szócikk fordításán alapul.  Az eredeti cikk szerkesztőit annak laptörténete sorolja fel. Ez a jelzés csupán a megfogalmazás eredetét és a szerzői jogokat jelzi, nem szolgál a cikkben szereplő információk forrásmegjelöléseként.